# Grand réseau d'antennes millimétrique/submillimétrique de l'Atacama
Pour les articles homonymes, voir Alma.
L’Atacama Large Millimeter/submillimeter Array (en abrégé ALMA, qui signifie aussi « âme » en espagnol), en français « grand réseau d'antennes millimétrique/submillimétrique de l'Atacama » ou « Vaste Réseau d’Antennes (Sub-)Millimétriques de l'Atacama, », est un radiotélescope géant observant les ondes millimétriques, installé dans le désert d'Atacama dans le nord du Chili. Il est composé de 66 antennes d'un diamètre compris entre 7  et   12 mètres qui peuvent être écartées de 16 km à 150 m et qui fonctionnent en interférométrie. Pour obtenir les meilleures conditions d'observation, les antennes du radiotélescope sont installées sur le haut plateau de Chajnantor à environ 5 100 m d'altitude près de la ville de San Pedro de Atacama. ALMA est l'instrument le plus performant existant pour l'observation des nuages moléculaires dans lesquels naissent les étoiles qui ne peuvent être observés que dans les ondes millimétriques et submillimétriques. L'instrument est capable grâce à sa haute résolution d'étudier le processus de formation des planètes autour des jeunes étoiles. ALMA doit également observer les trous noirs supermassifs grâce à sa capacité à voir à travers les nuages interstellaires. Enfin ALMA permettra d'étudier comment se forment les galaxies.
La réalisation d'ALMA a pour origine trois projets développés respectivement par l'Europe, les États-Unis et le Japon. Pour des raisons budgétaires, les projets ont été fusionnés au début des années 2000. Le développement d'ALMA a été pris en charge par l'Observatoire européen austral (ESO), l'Observatoire national de radioastronomie (NRAO) américain et l'Observatoire astronomique national du Japon (NAOJ). Le coût total est d'environ 1,4 milliard de dollars. ALMA a été inauguré  le 13 mars 2013 mais il a fourni ses premières images dans une configuration incomplète à compter de fin 2011.

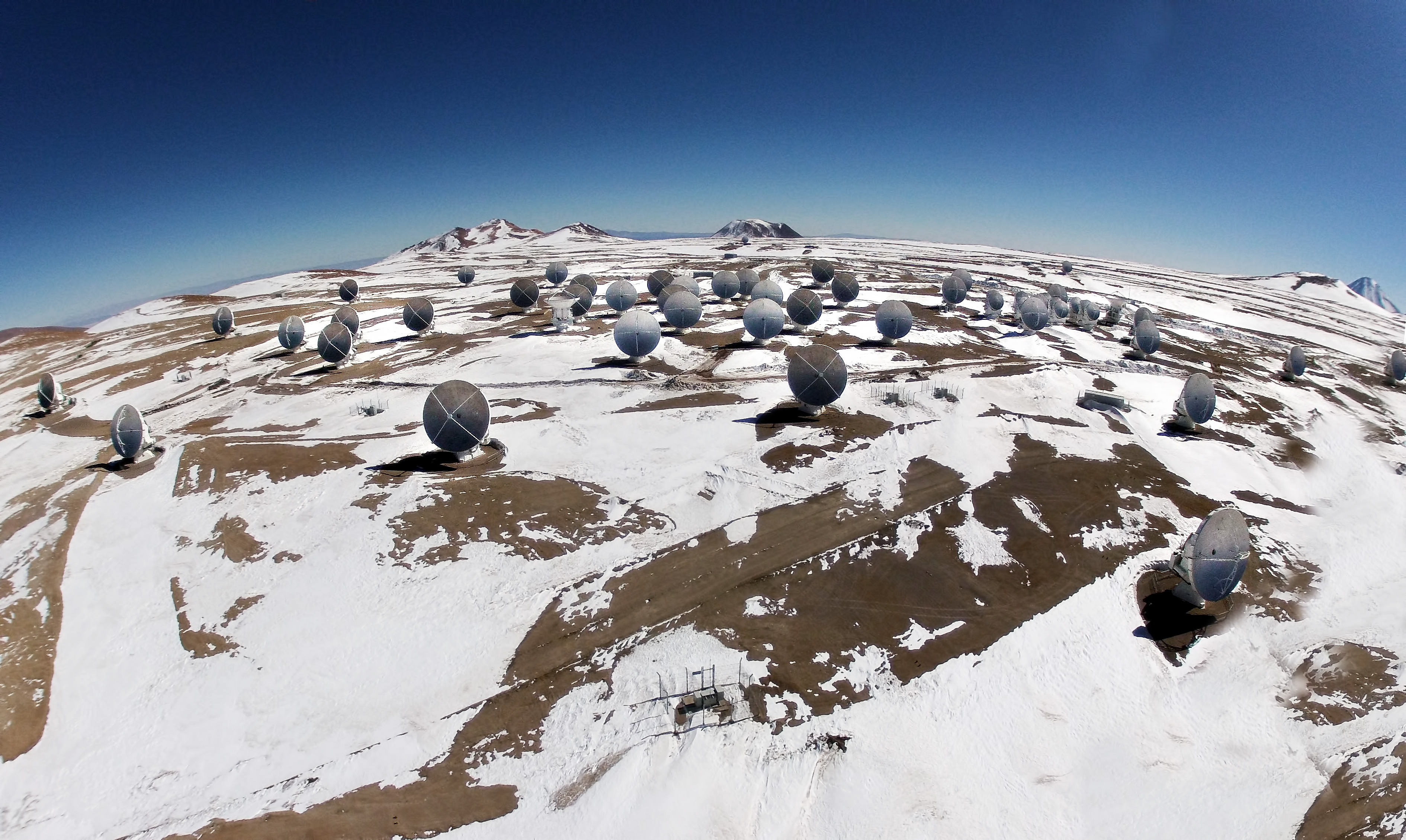
Vue aérienne des antennes d'ALMA.

## Objectifs

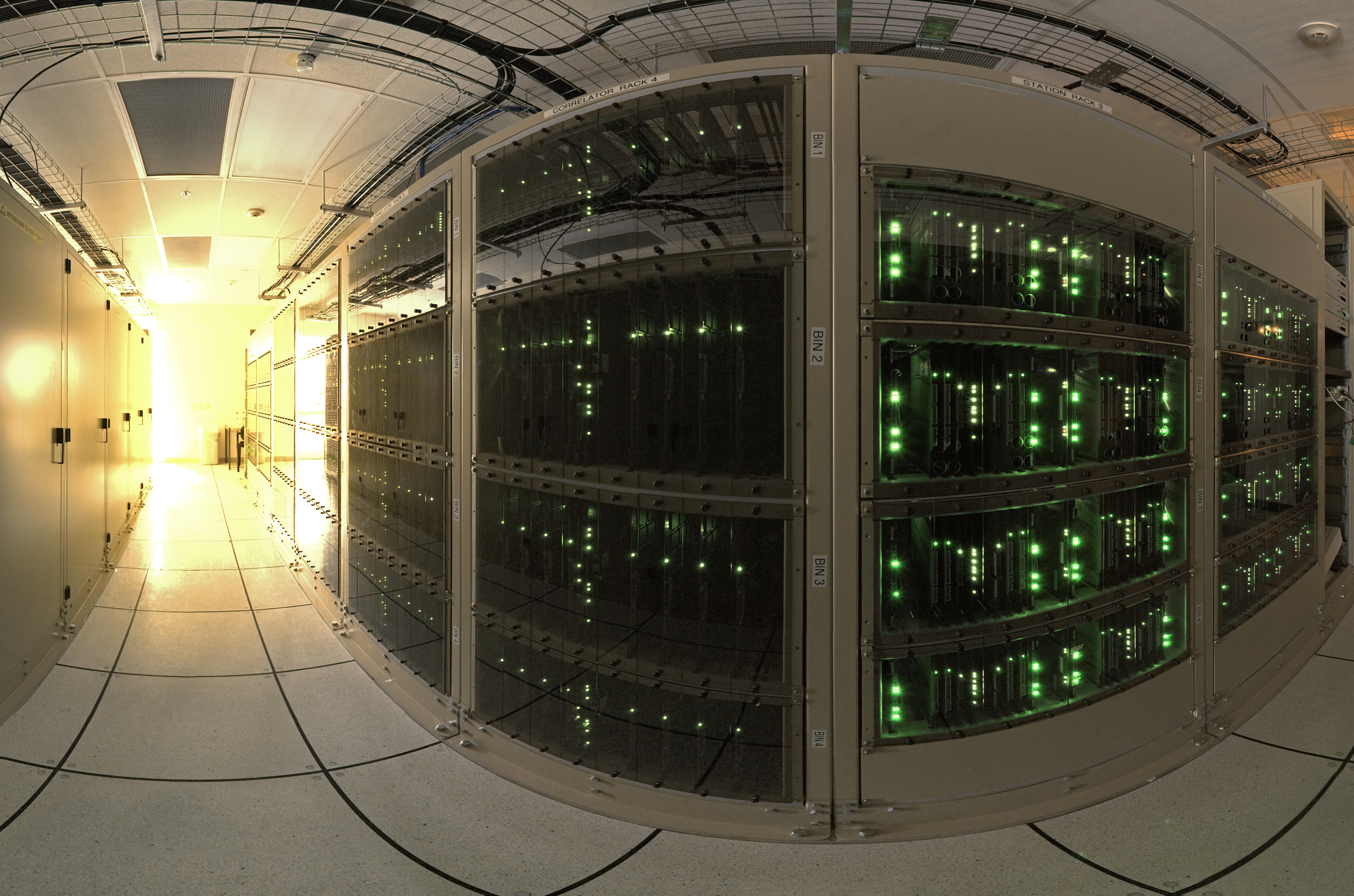
L'ordinateur chargé de collecter les données des antennes doit être capable d’exécuter 66 billiards d'opérations par seconde.

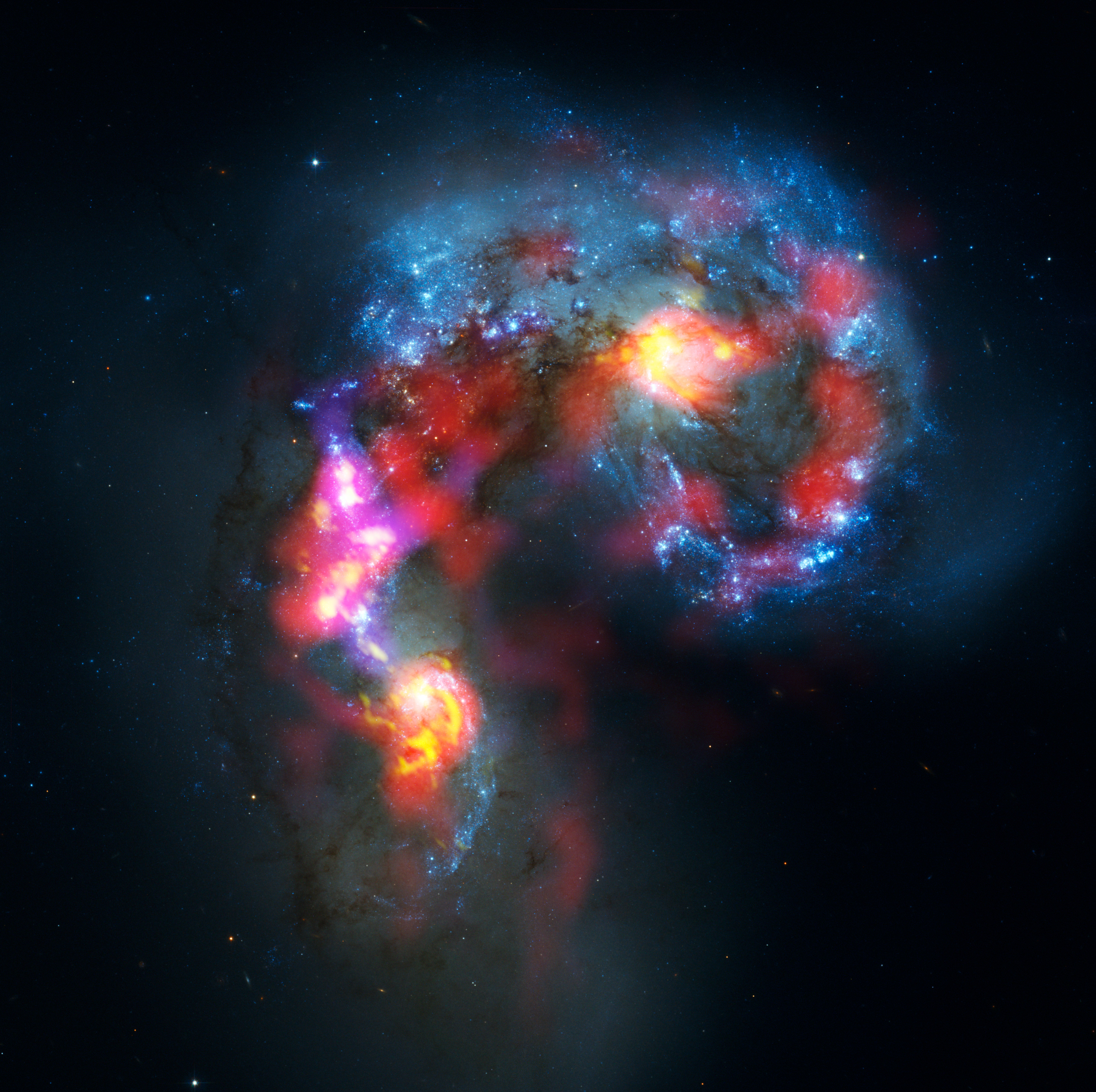
Image composite de la collision des galaxies des Antennes réalisées à partir de données d'Alma (gaz en rouge et jaune) et de Hubble.

ALMA s'inscrit dans le domaine de la radioastronomie : l'étude de l'espace repose non seulement sur l'étude d'images acquises par les télescopes mais aussi sur l'étude des ondes (et en particulier du spectre) émises par les objets interstellaires. On parle de spectroscopie. Cette dernière est nécessaire afin de découvrir la composition de ces objets et de comprendre la manière dont ils se forment et évoluent. Ainsi, ce projet a pour but l'observation de différents phénomènes afin de mieux comprendre notre Univers. Voici entre autres quels seront ses principaux sujets de recherche : 
- l'étude de l'univers jeune à travers l'observation de galaxies distantes ;
- l'étude de la formation des étoiles à travers l'observation des nuages moléculaires (comme celui d'Orion) ;
- l'étude de la formation des planètes ;
- la recherche d'exoplanètes par astrométrie ;
- l'étude du système solaire reposant sur l'étude des poussières et sur celle des atmosphères de différentes planètes comme Mars et Vénus (ce dernier sujet permettra par exemple de se faire une meilleure idée de leur dynamique atmosphérique ou encore de détecter une présence d'eau).

## Caractéristiques
Les longueurs d'onde observées qui caractérisent la radioastronomie imposent des tailles de collecteur (celui-ci a un rôle équivalent à celui du miroir d'un télescope optique) qui dépassent ce qui peut être réalisé techniquement. Dans le domaine des ondes millimétriques (entre 0,1 et 1 cm) au cœur des observations d'ALMA , l'obtention d'une résolution angulaire de 0,1 seconde d'arc (très modeste en astronomie optique) nécessite un collecteur d'un diamètre compris entre 36 et 360 mètres. En radioastronomie cette limite peut-être contournée en utilisant un réseau constitué par plusieurs antennes dont les données sont combinées par la technique de l'interférométrie. Celle-ci est mise en œuvre depuis les années 1980 par exemple par le Very Large Array au Nouveau-Mexique, ou celui du plateau de Bure dans les Alpes françaises. C'est cette option qui a été retenue pour la réalisation d'ALMA.
Le radiotélescope  ALMA est constitué de 66 antennes (54 de 12 m de diamètre et 12 de 7 m de diamètre) dont l'espacement est compris entre 16 km et 160 m. Les antennes de 12 mètres pèsent 115 tonnes et toutes les antennes peuvent résister à une température variant entre −20 °C et +20 °C. Les antennes permettent des observations dans les domaines millimétrique et submillimétrique dans des fenêtres atmosphériques entre 80  et   ~ 600 GHz. Un superordinateur corrélateur (en), capable d’exécuter 66 billiards d'opérations par seconde, rassemble les données fournies par les différentes antennes.
Les capacités d'ALMA ont été définies de manière à satisfaire trois objectifs :
- Pouvoir détecter en moins de 24 heures les raies spectrales du monoxyde de carbone ou du carbone diatomique dans une galaxie d'un type analogue à la Voie Lactée avec un décalage vers le rouge pouvant atteindre 3.
- Pouvoir réaliser des images de la cinématiques des gaz dans des protoétoiles et dans des disques protoplanétaires autour d'étoiles jeunes analogues au Soleil dans les nuages moléculaires jusqu'à une distance de 150 parsecs
- Réaliser des images fortement dynamiques avec une résolution angulaire de 0,1 seconde d'arc.

Les principales caractéristiques techniques d'ALMA sont les suivantes :
- Neuf bandes de fréquences sont observables en cible. Sept bandes sont utilisables en 2017 allant de la bande 3 (84 GHz) à la bande 10 (950 GHz)   la bande 1 (40 GHz) est en 2017 en cours de déploiement et la bande 2 (80 GHz) pourrait être développée.
- Le champ de vue est de 21 secondes d'arc à 300 GHz pour les antennes de 12 m et de 35 secondes d'arc pour les antennes de 7 mètres. Les données ne peuvent être collectées que sur une seule bande de fréquence à un instant donné.
- Dans la configuration d'antennes la plus compacte (toutes les antennes de 12 mètres regroupées à une distance inférieure environ à 160 mètres, la résolution angulaire est de 0,5 seconde à 950 GHz et de 4,8" à la fréquence de 110 GHz. Lorsque les antennes de 16 mètres sont réparties sur l'ensemble du site (distance maximale de 16 km) la résolution angulaire atteint 20 millisecondes d'arc à 230 GHz et 43 msa à 110 GHz.
- En spectroscopie, ALMA peut distinguer jusqu'à 7 680 fréquences. La largeur des canaux est comprise entre 3,8 kHz et 15,6kHz avec une largeur de bande maximale de 8 GHz. La vitesse de la cible peut-être déterminée avec une précision de 0,01 km/s  pour une fréquence de 110 GHz.

## Historique
À l'origine d'ALMA, il existe trois projets distincts : le Millimeter Array (MMA) américain, le Large Southern Array (LSA) développé par l'Europe et le Large Millimeter Array (LMA) développé par le Japon. Le Japon et l'Europe combinent en 1997 leurs projets qui ont des performances complémentaires. En 2003, les États-Unis rejoignent le projet. Chaque participant développe ses antennes avec des caractéristiques spécifiques (par exemple le Japon fournit des antennes de 7 mètres contre 12 mètres pour les autres participants) mais de manière que les données collectées puissent être exploitées ensemble.
Le projet est mené par les trois principales organisations astronomiques des participants :
- l’Europe est représentée par l'Observatoire européen austral (European Southern Observatory : ESO) auquel l'Espagne adhère en 2006 ;
- l’Amérique du Nord est représentée par la National Science Foundation (États-Unis) et le Conseil national de recherches (Canada) ;
- le Japon participe au projet en apportant en nature sa contribution (12 petites antennes et le corrélateur).

La première antenne est transportée sur le site en novembre 2009, et l'observatoire est entré en service avec un tiers des antennes prévues le 3 octobre 2011 après la livraison, en juillet 2011, de la 16e antenne,. ALMA est inaugurée le 13 mars 2013, mais les premières observations scientifiques ont débuté à la fin de l'année 2011.

## Choix du site

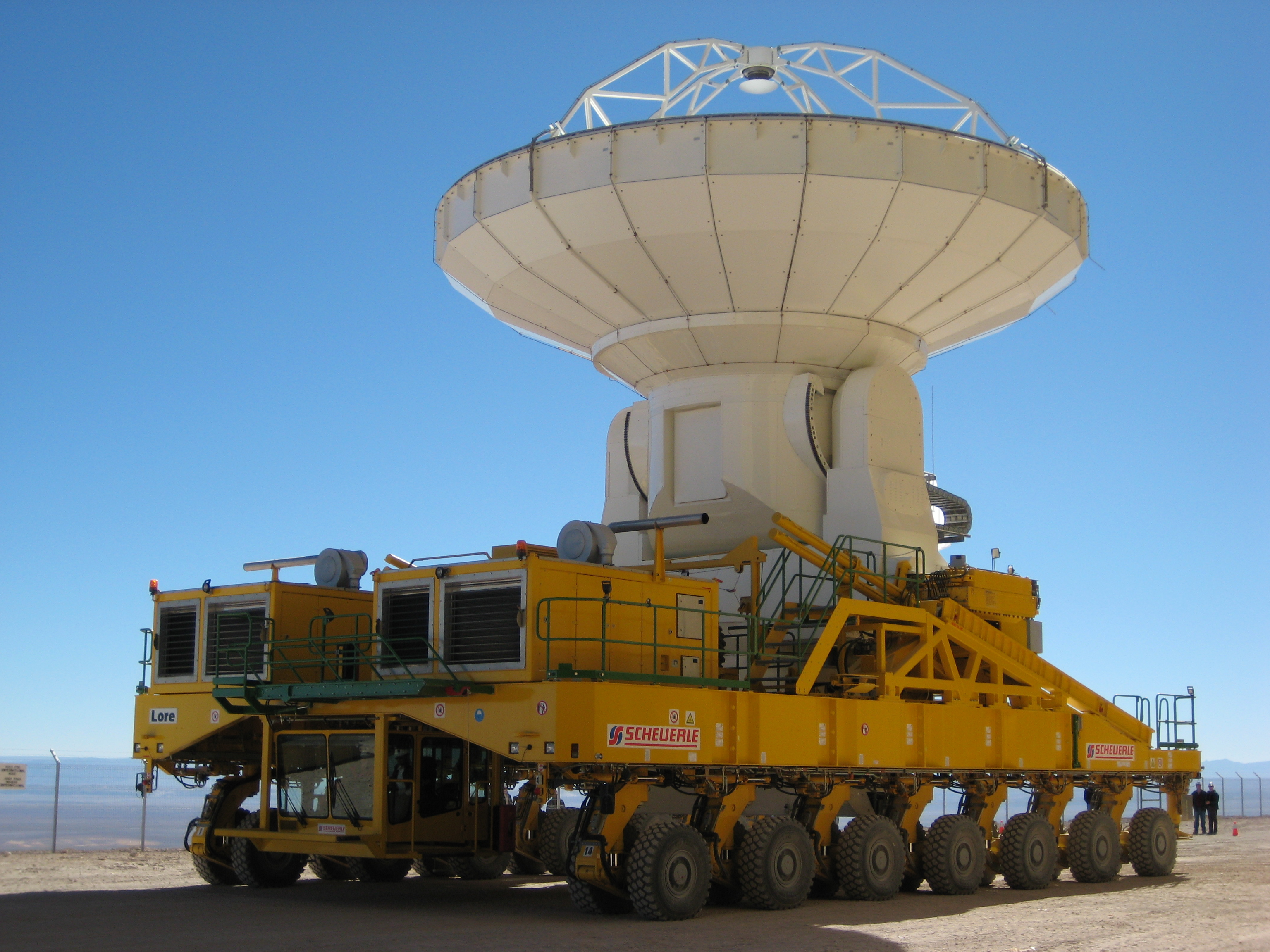
Les antennes assemblées à moyenne altitude sont amenées sur le site par un transporteur développé dans ce but.

L'étude d'ondes millimétriques et submillimétriques nécessite un environnement sec. En effet, ces ondes sont en grande partie absorbées par la vapeur d'eau présente dans l'atmosphère terrestre, ce qui explique le choix de ce plateau aride. Pour répondre à ce besoin, le site retenu est situé à 5 100 m d'altitude sur un haut plateau du désert d'Atacama au nord du Chili. Cette région est particulièrement aride. L'instrument est installé à une soixantaine de kilomètres à l'est de la ville de San Pedro de Atacama sur un site déjà occupé par l'observatoire du Llano de Chajnantor et le radiotélescope Atacama Pathfinder EXperiment (APEX).

## Budget
Le cout final de l'observatoire est de l'ordre d'un milliard d'euros, réparti entre l'Europe (37,5 %), les États-Unis et le Japon. Les antennes représentent environ la moitié du coût total.
Le budget initial de la phase 1 (réalisation de prototypes d'antennes) est estimé à 26 millions de dollars financés du côté américain et à 15 millions d'euros du côté européen. Le budget au début du projet en 2001 est évalué à 550 millions de dollars. En 2005, le surcoût était de l'ordre de 20 %.

## Observations et découvertes
- Dès sa mise en service partielle en octobre 2011, l'ALMA permet d'observer deux galaxies en collision, à 70 millions d'années-lumière[11], dans la constellation du Corbeau ;

- En 2015, observation détaillée d’un degré de résolution inédit d’une lointaine galaxie, SDP 81, amplifiée par un anneau d’Einstein[12].

- En 2018, de l'acide méthanoïque a été détecté par l'ALMA dans le disque protoplanétaire de l'étoile TW Hydrae[13].

- En 2021,
  - Observation de la première étape de l’éjection du gaz de la galaxie mourante ID2299 lors d’une collision galactique[14].
  - Observation du disque circumplanétaire poussiéreux autour de l'exoplanète PDS 70c[15], générateur d'une ou plusieurs lunes[16].
- En 2024, réalisation d'une série de clichés de l'étoile R Doradus, permettant de produire pour la première fois une séquence animée montrant les bulles de gaz à la surface d'une étoile autre que le soleil[17].

## Vidéos et photos

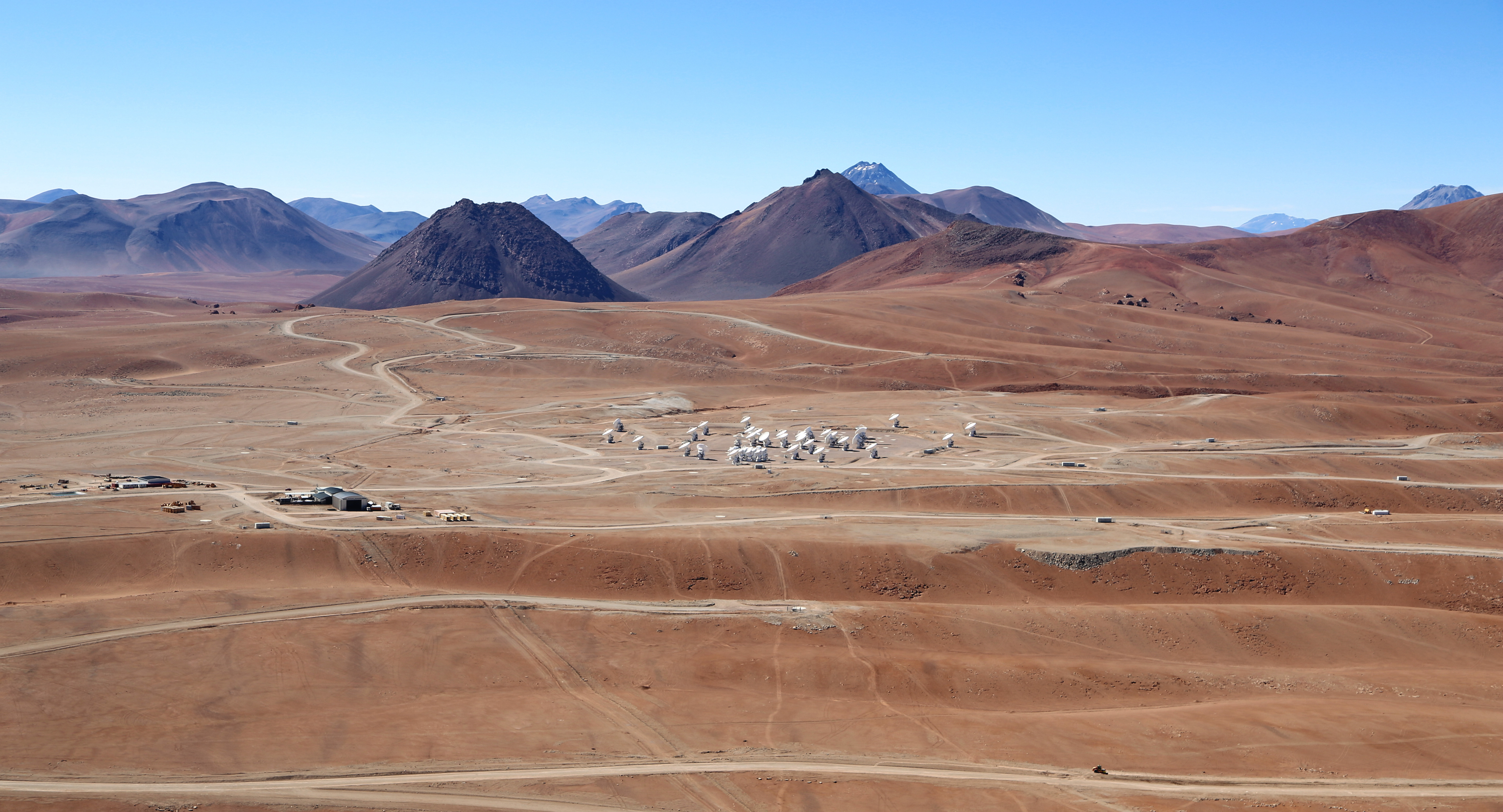
Vol au-dessus de ALMA avant ouverture officielle, en 2013.
Pour regarder une vidéo à ce sujet, consultez Wings for Science.

- Prises de vue d'ALMA.
- Vue d'artiste d'ALMA.

## Identité visuelle
Le logo d'ALMA est composé d'un fond bleu sur lequel est visible, de haut en bas, quatre étoiles jaunes à sept branches représentant la Croix du Sud, trois antennes blanches représentant ALMA et le nom « ALMA » en lettres majuscules blanches.